# La gente che sta bene
La gente che sta bene è un film italiano del 2014 diretto da Francesco Patierno.
Il soggetto del film è liberamente tratto dal romanzo omonimo di Federico Baccomo, che collabora come sceneggiatore.

## Trama
Umberto Durloni è un avvocato milanese cinico e senza scrupoli nel licenziare i collaboratori del proprio studio legale finché non sarà lui stesso a essere invitato a lasciare lo studio associato. I suoi due figli gli danno problemi e la moglie gli comunica di essere nuovamente incinta.
A una festa conosce il principe del foro Patrizio Azzesi, l'avvocato italiano più famoso e temuto, il quale gli chiede di collaborare col proprio studio. Nel frattempo Umberto si invaghisce di Morgana, la giovane e bella terza moglie di Azzesi, una donna psicologicamente fragile e in crisi di identità.
È solo l'inizio di un crescendo di eventi sempre più ingestibili e drammatici: Umberto tenta di convincere la moglie ad abortire. Le prospetta un fine settimana a Courmayeur con l'intento di farle dimenticare il difficile passo. Carla però reagisce con freddezza e distacco lasciandolo e portando con sé i bambini nella casa a Madonna di Campiglio. Azzesi, mostrando il suo volto da squalo, gli comunica che ha scelto un altro per il suo studio. L'avvocato, sconfortato, confuso e ormai disoccupato, utilizza la prenotazione per Courmayeur conducendovi Morgana.
Frattanto i colleghi del vecchio studio legale dove lavorava vengono arrestati. Umberto lo apprende da una telefonata che Azzesi gli fa all'improvviso proprio mentre è con Morgana: l'arresto cambia le cose e rimette in pista Umberto, che inventa quindi una scusa per interrompere la vacanza che l'infelice donna aveva tanto desiderato e immaginato. Ma Morgana intuisce che Umberto si è inventato un pretesto e la situazione precipita quando sulla via del ritorno da Courmayeur Umberto le regala un portafortuna con le iniziali sue e di sua moglie. Morgana, profondamente delusa, provoca un incidente, nel quale muore. L'avvocato, terrorizzato dalla situazione e dalle conseguenze, riesce a uscire dall'auto e a ritornare fortunosamente a casa, malconcio. Convocato da Azzesi, si rende conto di quanto costui sia spregevole, avendo accolto con sollievo la morte della moglie, che scongiura il mantenimento che avrebbe dovuto elargirle per l'imminente separazione.
Disgustato, Durloni rinuncia all'incarico, nonostante le minacce di Azzesi di non farlo più lavorare neanche in altri studi legali. Al rientro a casa scopre che i carabinieri lo hanno convocato: immaginando si tratti dell'incidente, si reca in caserma dove apprende, durante un esilarante dialogo con un maresciallo burlone, che si tratta solo di un banale furto di identità. Si reca subito dopo dalla moglie che gli confessa di non aver interrotto la gravidanza. I due si riconciliano.
Gli eventi, alla fine, gli daranno modo di ravvedersi pagando un prezzo: la moglie è tornata al lavoro, mentre Umberto si è ritagliato un ruolo di "mammo" e va al parco con tanto di passeggino.

## Incassi
Al box office in Italia ha incassato 1,5 milioni di euro.

## Curiosità
All'inizio del film compare Maria Latella che nel suo programma L'intervista è alle prese con il personaggio interpretato da Claudio Bisio.